# Louis Begeman
Louis Begeman (1 de março de 1865, Evansville - 18 de maio de 1958, Cedar Falls) foi um físico norte-americano que contribuiu para o início da determinação da carga elétrica elementar sob a direção de Robert A. Millikan.
Begeman concluiu sua educação básica na Evansville High School em 1882. Foi professor em escolas rurais de 1883 a 1886. Após esse período, teve formação acadêmica na Universidade de Michigan entre 1889 e 1897. Recebeu seu doutorado em 1910 na Universidade de Chicago, com a tese An Experimental Determination of the Charge of an Electron by the Cloud Methode (Uma Determinação Experimental da Carga de um Elétron pelo Método da Nuvem, em português), realizada sob a orientação de Robert Andrews Millikan.
Entre 1895 e 1899, foi professor de física e química no Parsons College, em Fairfield, Iowa; mudou-se posteriormente para a Iowa State Teachers College, onde foi professor até se aposentar. Foi chefe do Departamento de Física entre 1908 e 1912, e do Departamento de Física e Química entre 1912 e 1935. Em 1935, foi nomeado professor emérito e continuou trabalhando até o ano acadêmico de 1956-57. Em 1923, publicou o livro Everyday Physical Science (Ciência Física Diária) onde apresentava noções básicas de física, química e astronomia.